# Santuário de Fauna e Flora de Iguaque

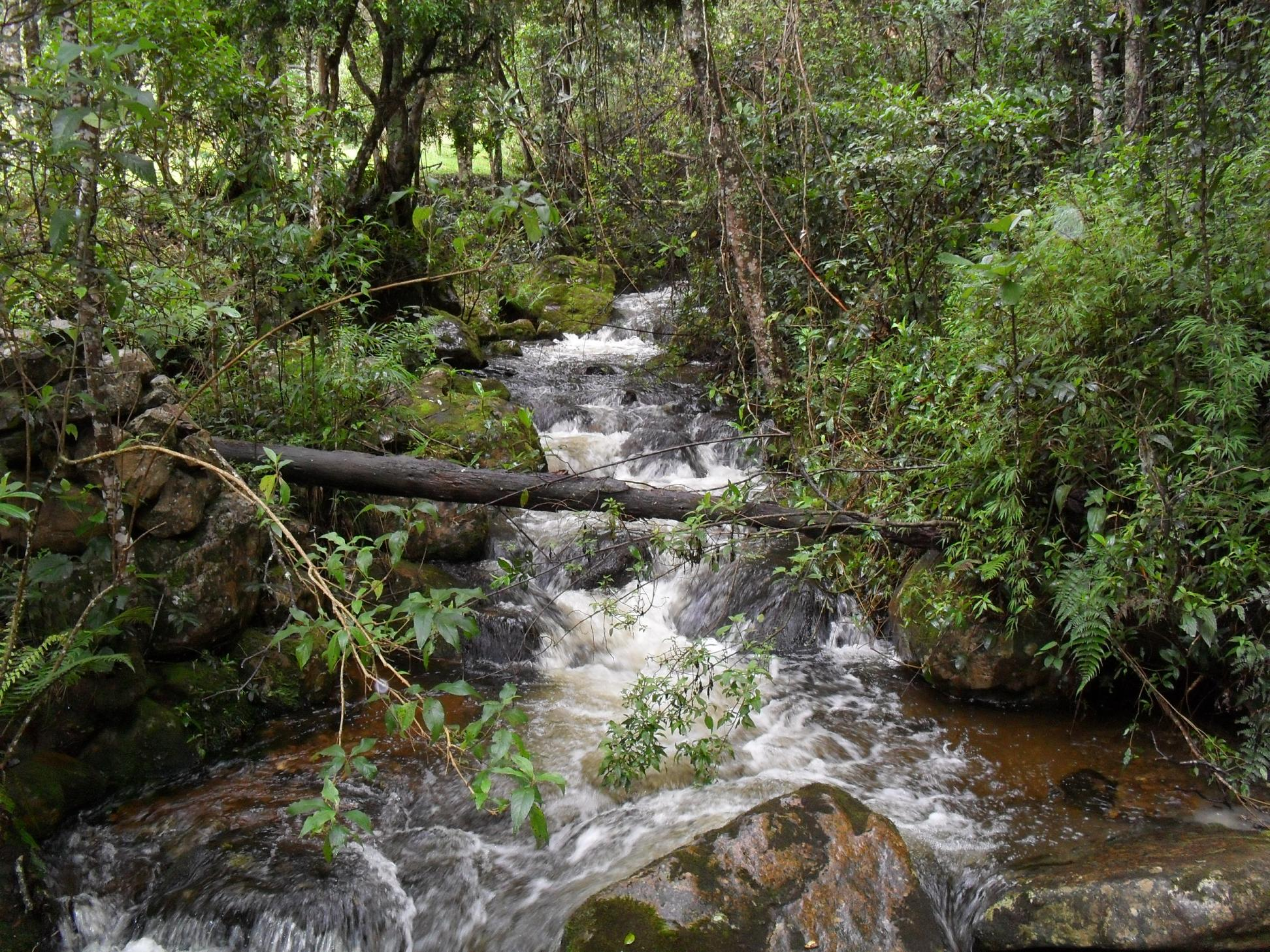
Bosque Andino no Santuário de Iguaque

O Santuário da Vida Selvagem de Iguaque é um dos 56 parques [Áreas protegidas da Colômbia|naturais nacionais]] da Colômbia (2010). Possui uma extensão de 6750 hectares (67,5 km²) de páramo e floresta andina, e está localizado na Cordilheira Oriental, no departamento de Boyacá. Cruza esta cordilheira por um trecho de 8 km sob jurisdição dos municípios de Chíquiza, Villa de Leyva e Arcabuco.